# 龍嘉機場駅
龍嘉機場駅（りゅうかきじょう-えき）は中華人民共和国吉林省長春市九台区に位置する長春軌道交通9号線に予定されている駅。長春龍嘉国際空港のターミナルに併設が予定されている。

## 駅周辺
- 長春龍嘉国際空港
- CR龍嘉駅(長春・長春西方面と吉林・琿春方面)